# Équipe unifiée aux Jeux olympiques d'hiver de 1992
L'Équipe unifiée aux Jeux olympiques d'hiver de 1992 à Albertville était une équipe réunissant des athlètes de six des quinze anciennes Républiques socialistes soviétiques, soit la Russie, l'Ukraine, le Kazakhstan, la Biélorussie, l'Ouzbékistan et l'Arménie, membres de la Communauté des États indépendants (CEI). La seule autre apparition de l'Équipe unifiée eut lieu quelques mois plus tard aux Jeux olympiques d'été de 1992 à Barcelone. Elle concourait sous le code du CIO « EUN ».
L'Équipe unifiée a terminé deuxième au classement des nations derrière l'Allemagne, avec un total de 23 médailles (9 d'or, 6 d'argent, et 8 de bronze).

## Liste des médaillés de l'Équipe unifiée

### Médailles d'or
| Sport               | Discipline           | Sportifs | Performance        |
| Médailles d'or : 9  | Médailles d'or : 9   | Médailles d'or : 9 | Médailles d'or : 9 |
| ------------------- | -------------------- | --- | ------------------ |
| Biathlon            | 20 km individuel (H) | Jevgenij Redkin | 57 min 34 s 4      |
| Biathlon            | 7,5 km sprint (F)    | Anfisa Reztsova | 24 min 29 s 7      |
| Hockey sur glace    | Tournoi (H)          | Sergueï Baoutine, Igor Boldine, Nikolai Borschevskiy, Viatcheslav Boutsaïev, Viatcheslav Bykov, Ievgueni Davydov, Alekseï Jamnov, Alexeï Jitnik, Darius Kasparaitis, Nikolaï Khabibouline, Iouri Khmylev, Andreï Khomoutov, Andreï Kovalenko, Alekseï Kovaliov, Igor Kravtchouk, Vladimir Malakhov, Dmitri Mironov, Sergueï Petrenko, Vitali Prokhorov, Mikhaïl Chtalenkov, Andreï Trefilov, Dmitri Iouchkevitch, Sergueï Zoubov |                    |
| Patinage artistique | Hommes               | Viktor Petrenko | 1,5 pt             |
| Patinage artistique | Couples              | Natalia Mishkutenok Artur Dmitriev | 1,5 pt             |
| Patinage artistique | Danse sur glace      | Marina Klimova Sergueï Ponomarenko | 2,0 pts            |
| Ski de fond         | 10 km poursuite (F)  | Lioubov Iegorova | 40 min 07 s 7      |
| Ski de fond         | 15 km classique (F)  | Lioubov Iegorova | 42 min 20 s 8      |
| Ski de fond         | Relais 4 × 5 km (F)  | Elena Välbe Raisa Smetanina Larisa Lazutina Lioubov Iegorova | 59 min 34 s 8      |

### Médailles d'argent
| Sport                  | Discipline             | Sportifs                                                           | Performance            |
| Médailles d'argent : 6 | Médailles d'argent : 6 | Médailles d'argent : 6                                             | Médailles d'argent : 6 |
| ---------------------- | ---------------------- | ------------------------------------------------------------------ | ---------------------- |
| Biathlon               | Relais 4 × 7,5 km (H)  | Valeri Medvedtsev Alexander Popov Valeri Kirienko Sergei Tchepikov | 1 h 25 min 06 s 3      |
| Biathlon               | 15 km individuel (F)   | Svetlana Petcherskaia                                              | 51 min 58 s 5          |
| Ski acrobatique        | Bosses (F)             | Elizaveta Kozhevnikova                                             | 23,50 pts              |
| Patinage artistique    | Couples                | Elena Bechke Denis Petrov                                          | 3,0 pts                |
| Ski de fond            | 5 km classique (F)     | Lioubov Iegorova                                                   | 14 min 14 s 7          |
| Ski de fond            | 30 km libre (F)        | Lioubov Iegorova                                                   | 1 h 22 min 52 s 0      |

### Médailles de bronze
| Sport                   | Discipline              | Sportifs                                                           | Performance             |
| Médailles de bronze : 8 | Médailles de bronze : 8 | Médailles de bronze : 8                                            | Médailles de bronze : 8 |
| ----------------------- | ----------------------- | ------------------------------------------------------------------ | ----------------------- |
| Biathlon                | 7,5 km sprint (F)       | Elena Belova                                                       | 24 min 50 s 8           |
| Biathlon                | Relais 3 × 7,5 km (F)   | Elena Belova Anfisa Reztsova Elena Melnikova                       | 1 h 16 min 54 s 6       |
| Patinage artistique     | Danse sur glace         | Maïa Oussova Alexandre Jouline                                     | 5,6 pts                 |
| Short-track             | Relais 3 000 m (F)      | Yulia Alagulova Natalia Issakova Viktoria Troitskaya Yulia Vlasova | 4 min 42 s 69           |
| Ski de fond             | 5 km classique (F)      | Elena Välbe                                                        | 14 min 22 s 7           |
| Ski de fond             | 10 km poursuite (F)     | Elena Välbe                                                        | 40 min 51 s 7           |
| Ski de fond             | 15 km classique (F)     | Elena Välbe                                                        | 43 min 42 s 3           |
| Ski de fond             | 30 km libre (F)         | Elena Välbe                                                        | 1 h 24 min 13 s 9       |